# Бофорты
Бофорт, Бофор (англ. Beaufort) — знаменитый в XV веке английский род, получивший своё имя от замка Бофор в Шампани, Франция. 

## Представители
Фамилию Бофорт получили четверо незаконнорождённых детей Джона Гонта, герцога Ланкастерского и его любовницы Екатерины Суинфорд, ставшей позднее его третьей женой. (Фамилия Бофорта, видимо, дана в связи с правлением Джона Гонта во французском замке Бофор во время Столетней войны). Джон Гонт добился в 1390 году от своего племянника Ричарда II узаконивания всех детей Бофортов, а также женился на их матери в январе 1396 года. Они являлись единокровными братьями короля Генриха IV, но в линию наследования не входили.
Дети Джона Гонта:
1. Джон Бофорт, 1-й граф Сомерсет
2. Генри Бофорт (1375—1447), епископ Винчестерский, кардинал и одно время канцлер королевства, играл большую роль во всех важнейших делах своего времени. В 1417, находясь на пути к Святым местам, он способствовал на Констанцском соборе избранию папы Мартина V и получил за это кардинальскую шляпу. Неоднократно конфликтовал с племянником Генрихом V. Когда, с целью продолжения Столетней войны, король потребовал нового налогообложения духовенства, Бофор больше всех воспротивился этой мере. В 1427 году он организовал в Германии крестовый поход против гуситов, побывав в Богемии ещё в 1421 году. В 1431 году он сопровождал юного короля Генриха VI во Францию для коронования в Париже. Вместе с герцогом Бедфордом он усердно хлопотал о казни Орлеанской девы и председательствовал на суде, вынесшем ей смертный приговор. Наконец, ему приписывают также убийство его племянника Хамфри, герцога Глостера в 1447 году.
3. Томас Бофорт, герцог Экстерский (1377—1427)
4. Джоанна Бофорт, графиня Вестморлендская (1379—1440)

Дальнейшие представители:
- Джоанна Бофорт (королева Шотландии) — дочь Джона Бофорта
- Эдмунд Бофорт, граф Дорсет, правнук короля Эдуарда III, домогался после смерти герцога Бедфорда регентства во Франции за малолетнего короля Генриха VI; но ему был предпочтен Ричард, герцог Йоркский. Когда в 1445 году последнему снова было обещано регентство на 5 лет, Бофор сумел при помощи королевы Маргариты и её любимца, герцога Саффолка, добиться того, что Генрих VI нарушил своё слово и 1447 поручил ему управление Францией. Неудачи английского оружия против окрепшей Франции и ненависть его соперника грозили Бофорту, по возвращении в Англию в 1450 году, роковыми последствиями. Он, правда, нашёл себе защиту в расположении короля и королевы, но ценой гражданской войны, в которой против него, как представителя Алой розы, выступил Ричард Йоркский, глава Белой розы. Обвиненный в государственной измене, он одно время был заключен в Тауэр и с трудом спас свою голову. В сражении при Сент-Обленсе, в котором герцог Ричард разбил королевскую армию 1455 году, Бофорт погиб на поле сражения.
  - Из трёх сыновей его Генри и  Эдмунд, стремившиеся мстить за смерть отца и командовавшие армиями Ланкастеров, были казнены по повелению короля Эдуарда IV Йоркского, а третий — Джон, умер без прямых наследников. С ним угасла законная линия герцогов Сомерсетских из дома Бофоров.

- Джон Бофорт. Дочерью Джона Бофорта была Маргарита Бофорт, сын которой, ставший в 1485 году королём Генрихом VII, основал династию Тюдоров.

Внебрачный сын Генри Бофорта, Чарльз Сомерсет, получил в 1514 году от своего двоюродного племянника Генриха VIII титул графа Вустер. Его потомок в 1683 году получил титул герцог Бофорт; от него происходят современные герцоги Бофорты (носящие фамилию Сомерсет).